# Görögország a 2018. évi téli olimpiai játékokon
Görögország a dél-koreai Phjongcshangban megrendezett 2018. évi téli olimpiai játékok egyik részt vevő nemzete volt. Az országot az olimpián 2 sportágban 4 sportoló képviselte, akik érmet nem szereztek.

## Alpesisí
Férfi
| Versenyző        | Versenyszám      | 1. futam      | 1. futam      | 2. futam | 2. futam | Összesítés | Összesítés |
| Versenyző        | Versenyszám      | Idő           | Hely.         | Idő      | Hely.    | Idő        | Helyezés   |
| ---------------- | ---------------- | ------------- | ------------- | -------- | -------- | ---------- | ---------- |
| Ioannis Antoniou | Óriás-műlesiklás | 1:17,38       | 56.           | 1:15,92  | 43.      | 2:33,30    | 46.        |
| Ioannis Antoniou | Műlesiklás       | nem ért célba | nem ért célba | kiesett  | kiesett  | kiesett    | kiesett    |

Női
| Versenyző    | Versenyszám      | 1. futam | 1. futam | 2. futam | 2. futam | Összesítés | Összesítés |
| Versenyző    | Versenyszám      | Idő      | Hely.    | Idő      | Hely.    | Idő        | Helyezés   |
| ------------ | ---------------- | -------- | -------- | -------- | -------- | ---------- | ---------- |
| Sophia Ralli | Óriás-műlesiklás | 1:22,46  | 58.      | 1:19,20  | 52.      | 2:41,66    | 52.        |
| Sophia Ralli | Műlesiklás       | 57,95    | 48.      | 57,49    | 44.      | 1:55,44    | 44.        |

## Sífutás
Távolsági
Férfi
| Versenyző         | Versenyszám | Idő     | Helyezés |
| ----------------- | ----------- | ------- | -------- |
| Apostolos Angelis | 15 km       | 38:56,4 | 77.      |

Női
| Versenyző    | Versenyszám | Idő     | Helyezés |
| ------------ | ----------- | ------- | -------- |
| Maria Ntanou | 10 km       | 31:04,1 | 76.      |

Sprint
| Versenyző         | Versenyszám         | Selejtező | Selejtező | Negyeddöntő | Negyeddöntő | Elődöntő | Elődöntő | Döntő   | Helyezés |
| Versenyző         | Versenyszám         | Idő       | Hely.     | Idő         | Hely.       | Idő      | Hely.    | Idő     | Helyezés |
| ----------------- | ------------------- | --------- | --------- | ----------- | ----------- | -------- | -------- | ------- | -------- |
| Apostolos Angelis | Férfi egyéni sprint | 3:47,10   | 71.       | kiesett     | kiesett     | kiesett  | kiesett  | kiesett | 71.      |